# Tommy Martyn
Pas d'image ? Cliquez ici

a Compétitions nationales et continentales officielles uniquement.

b Matchs officiels uniquement.
Tommy Martyn, né le 4 juin 1971 à Leigh, est un ancien joueur de rugby à XIII anglais et irlandais évoluant au poste de demi d'ouverture ou centre dans les années 1990 et 2000, reconverti entraîneur. Après des débuts professionnels à Oldham en 1989, il rejoint St Helens RLFC en 1992 où il reste onze années disputant près de deux cents matchs puis termine sa carrière aux Leigh Centurions. Il se reconvertit dans le métier d'entraîneur, prenant en main l'équipe de Leigh quelques matchs, puis en faisant partie du staff des Warrington Wolves. Il a laissé un excellent souvenir St Helens qui l'ont admis dans leur temple de la renommée. Il a également revêtu le maillot de la sélection irlandaise, grâce à ses origines, pour disputer la coupe du monde 2000. En 1997, il a le Lance Todd Trophy, récompensant le meilleur joueur du match de la finale de la Challenge Cup.